# Робертсон, Рональд
Ро́нальд Ро́бертсон (англ. Ronnie Robertson, 25 сентября 1937, Брэкенридж, штат Пенсильвания, США — 4 февраля 2000, Фаунтэйн Вэлли, штат Калифорния, США) — фигурист из США, серебряный призёр зимней Олимпиады 1956 года, серебряный призёр чемпионатов мира (1955, 1956 годов), серебряный призёр чемпионатов США (1953, 1956 годов), бронзовый призёр чемпионата США (1954) в мужском одиночном катании.

## Биография
Дебютировал на чемпионате мира 1953 года (4-е место). Тренировался у Густава Люсси
По окончании любительской карьеры 1956 году перешёл в профессионалы и выступал в «Ice Capades». Снимался на телевидении. В 1950-х имел длительные отношения с актёром Табом Хантером. Скончался в 2000 году от осложнения  после пневмонии.

## Спортивные достижения
| Соревнования/Сезоны        | 1953 | 1954 | 1955 | 1956 |
| -------------------------- | ---- | ---- | ---- | ---- |
| Зимние Олимпиады           |      |      |      | 2    |
| Чемпионаты мира            | 4    | 5    | 2    | 2    |
| Чемпионат Северной Америки | 3    |      |      |      |
| Чемпионаты США             | 2    | 3    |      | 2    |